# 岸和田市の地名
- 大阪府 > 岸和田市 > 地名

岸和田市の地名では、同市内に存在する町名を一覧にして記す。括弧内は大字の場合は旧自治体名、数字の場合は成立日もしくは廃止年、町名の場合は旧町名である。

## 地名の変遷

### 成立当初の地名
同市は1922年11月1日、泉南郡岸和田町に市制が敷かれることによって岸和田市（初代）として成立した。
市制当初は以下の町名が編成されていた。
- 北町
- 魚屋町
- 堺町
- 本町
- 南町
- 並松町
- 中町（旧岸和田浜町）
- 大工町（旧岸和田浜町）
- 中之浜町（旧岸和田浜町）
- 紙屋町（旧岸和田浜町）
- 大手町（旧岸和田浜町）
- 中北町（旧岸和田浜町）
- 大北町（旧岸和田浜町）
- 岸城町（旧岸和田村）
- 宮本町（旧岸和田村）
- 五軒屋町（旧岸和田村）
- 野田町（旧岸和田村）
- 上町（旧岸和田村）
- 南上町（旧岸和田村）
- 沼町（旧沼野村）
- 筋海町（旧沼野村）
- 上野町（旧沼野村）
- 下野町（旧沼野村）
- 藤井町（旧沼野村）
- 別所町（旧沼野村）

### 昭和初期の周辺町村の編入と町名の設置
1938年から1940年にかけて当市は周辺の3村を編入し、以下の大字を継承した。各町村ごとに記す。
土生郷村（1938年3月3日編入）
- 土生（1939年廃止）
- 作才（1939年廃止）
- 畑（1939年廃止）
- 極楽寺（1939年廃止）
- 流木（1939年廃止）

有真香村（1940年6月1日編入）
- 阿間阿滝（1941年廃止）
- 真上（1941年廃止）
- 八田（1941年廃止）
- 神須屋（1941年廃止）
- 土生滝（1941年廃止）

東葛城村（1940年6月1日編入）
- 河合（1941年廃止）
- 神於（1941年廃止）
- 白原（1941年廃止）
- 相川（1941年廃止）
- 塔原（1941年廃止）
- 上白原（1906年神於・河合の各一部より成立、1941年廃止）

その後1939年から1941年にかけて以上の15大字を廃止してその名称を継承した以下の町名を設置している。
1939年
- 土生町（7月21日、土生）
- 作才町（7月21日、作才）
- 畑町（7月21日、畑）
- 極楽寺町（7月21日、極楽寺）
- 流木町（7月21日、流木）

1941年
- 阿間阿滝町（4月15日、阿間阿滝）
- 真上町（4月15日、真上）
- 八田町（4月15日、八田）
- 神須屋町（4月15日、神須屋）
- 土生滝町（4月15日、土生滝）
- 河合町（4月15日、河合）
- 神於町（4月15日、神於）
- 白原町（4月15日、白原）
- 相川町（4月15日、相川）
- 塔原町（4月15日、塔原）
- 上白原町（4月15日、上白原）

### 昭和中期の周辺町村の編入と町名設置
1942年4月1日、岸和田市（初代）と泉南郡春木町、山直町、南掃守村が対等合併することによって岸和田市（2代目）が成立した。
成立当初は合併各市町村の町名・大字を継承した以下の町名・大字が編成されていた。
旧岸和田市
- 北町
- 魚屋町
- 堺町
- 本町
- 南町
- 並松町
- 中町
- 大工町
- 中之浜町
- 紙屋町
- 大手町
- 中北町
- 大北町
- 岸城町
- 宮本町
- 五軒屋町
- 野田町
- 上町
- 南上町（1972年廃止）
- 沼町
- 筋海町
- 上野町（1969年廃止）
- 下野町（1969年廃止）
- 藤井町
- 別所町
- 土生町
- 作才町
- 畑町
- 極楽寺町
- 流木町
- 阿間阿滝町
- 真上町
- 八田町
- 神須屋町
- 土生滝町
- 河合町
- 神於町
- 白原町
- 相川町
- 塔原町
- 上白原町

旧春木町
- 春木（1943年廃止）
- 磯上（1943年廃止）
- 吉井（1943年廃止）
- 池尻（1943年廃止、旧八木村）
- 大町（旧八木村）
- 西大路（1943年廃止、旧八木村）
- 小松里（1943年廃止、旧八木村）
- 額原（1943年廃止、旧八木村）
- 箕土路（1943年廃止、旧八木村）
- 荒木（1943年廃止、旧八木村）
- 下池田（1943年廃止、旧八木村）
- 中井（1943年廃止、旧八木村）

旧山直町
- 積川（1943年廃止、旧山直上村）
- 稲葉（1943年廃止、旧山直上村）
- 山直中（1943年廃止、旧山直上村）
- 包近（1943年廃止、旧山直上村）
- 三田（1943年廃止、旧山直下村）
- 田治米（1943年廃止、旧山直下村）
- 岡山（1943年廃止、旧山直下村）
- 摩湯（1943年廃止、旧山直下村）
- 東大路（1943年廃止、旧山直下村）
- 今木（1943年廃止、旧山直下村）

旧南掃守村
- 加守（1943年廃止）
- 西之内（1943年廃止）
- 下松（1943年廃止）
- 上松（1943年廃止）
- 尾生（1943年廃止）
- 三ケ山（1943年廃止）

その後1948年4月1日に山滝村を編入し以下の大字を継承した。
- 内畑（1948年廃止）
- 大沢（1948年廃止）

また1942年の合併以降市内では以下の町名が設置されている。以下年別に列記する。
1943年
- 北阪町（4月1日、南上町・白原町・真上町・土生町）
- 春木町（8月1日、春木、1969年廃止）
- 磯上町（8月1日、磯上、1980年廃止）
- 吉井町（8月1日、吉井、1980年廃止）
- 池尻町（8月1日、池尻）
- 西大路町（8月1日、西大路）
- 小松里町（8月1日、小松里）
- 額原町（8月1日、額原）
- 箕土路町（8月1日、箕土路）
- 荒木町（8月1日、荒木、1985年廃止）
- 下池田町（8月1日、下池田）
- 中井町（8月1日、中井、1982年廃止）
- 積川町（8月1日、積川）
- 稲葉町（8月1日、稲葉）
- 山直中町（8月1日、山直中）
- 包近町（8月1日、包近）
- 三田町（8月1日、三田）
- 田治米町（8月1日、田治米）
- 岡山町（8月1日、岡山）
- 摩湯町（8月1日、摩湯）
- 東大路町（8月1日、東大路）
- 今木町（8月1日、今木）
- 加守町（8月1日、加守、1969年廃止）
- 西之内町（8月1日、西之内）
- 下松町（8月1日、下松）
- 上松町（8月1日、上松）
- 尾生町（8月1日、尾生）
- 三ケ山町（8月1日、三ケ山）

1948年
- 内畑町（9月1日、内畑）
- 大沢町（9月1日、大沢）

1950年
- 宮前町（成立月日不明、西之内町・加守町）

### 昭和後期から現在までの町名設置
1965年から区画整理による住居表示や岸和田港の埋め立てにより現在までに以下の町名が設置されている。以下成立年ごとに列挙する。
1965年
- 春木泉町（6月7日、春木町）
- 春木南浜町（6月7日、春木町）
- 春木北浜町（6月7日、春木町）
- 春木本町（6月7日、春木町）
- 春木大小路町（6月7日、春木町）
- 春木元町（6月7日、春木町）
- 春木中町（6月7日、春木町）
- 春木旭町（6月7日、春木町）
- 春木若松町（6月7日、春木町）
- 春木宮川町（6月7日、春木町）
- 春木宮本町（6月7日、春木町）
- 春木大国町（6月7日、春木町）
- 松風町（6月7日、春木町）
- 戎町（6月7日、春木町）
- 八幡町（6月7日、春木町）

1966年
- 臨海町（8月1日、並松町・下野町地先の埋立地）

1967年
- 新港町（7月1日、埋立地）
- 木材町（7月1日、埋立地）

1969年
- 加守町1 - 4丁目（6月9日、加守町・西之内町）
- 上野町東（6月9日、上野町）
- 上野町西（6月9日、上野町）
- 下野町1 - 5丁目（6月9日、下野町・春木町）
- 岸野町（6月9日、下野町）
- 東ケ丘町（10月20日、摩湯町・三田町・田治米町）
- 葛城町（10月20日、土生町・畑町・下松町・上松町）

1972年
- 南上町1 - 2丁目（6月5日、南上町・岸城町）

1976年
- 藤井町1 - 3丁目（6月7日、藤井町・西之内町・下松町・別所町）

1977年
- 野田町1 - 2丁目（7月11日、野田町・作才町）
- 別所町1 - 2丁目（7月11日、別所町・上松町・下松町）
- 地蔵浜町（8月1日、埋立地）

1978年
- 磯上町1 - 6丁目（7月3日、磯上町・吉井町）

1979年
- 天神山町1 - 3丁目（1月10日、神須屋町・流木町・八田町・畑町）

1980年
- 吉井町1 - 4丁目（9月29日、吉井町・磯上町）
- 中井町1 - 3丁目（9月29日、中井町・箕土路町）
- 箕土路町1 - 3丁目（9月29日、箕土路町・下池田町・荒木町・中井町・西大路町・東大路町）

1982年
- 荒木町1 - 2丁目（7月26日、荒木町・中井町など）
- 下池田町2 - 3丁目（7月26日、下池田町・小松里町・大町・箕土路町など）

1985年
- 下池田町1丁目（8月19日、荒木町・下池田町・小松里町・大町）

1988年
- 土生町2丁目（9月5日、土生町・作才町・上町）

1994年
- 港緑町（4月22日、大北町・北町・並松町・埋立地）

1996年
- 野田町3丁目（11月5日、野田町・土生町・作才町など）
- 別所町3丁目（11月5日、別所町・西之内町など）
- 八阪町1丁目（11月5日、下松町・上松町など）

2000年
- 行遇町（1月5日、神須屋町・八田町・畑町・極楽寺町・流木町）
- 下松町1丁目（11月20日、下松町など）

2001年
- 岸之浦町（11月1日、埋立地）

2003年
- 下松町2丁目（2月10日、下松町）
- 八阪町2 - 3丁目（2月10日、下松町）
- 土生町5丁目（11月25日、土生町）

2004年
- 下松町3丁目（9月27日、下松町・額原町）
- 畑町1・3丁目（10月25日、畑町・極楽寺町・流木町・八田町・土生町）

2005年
- 尾生町3 - 4丁目（7月25日、尾生町・額原町・下松町）
- 大町1・3 - 4丁目（10月31日、大町・東大路町・西大路町・池尻町）

2006年
- 門前町1 - 3丁目（6月26日、土生町・上松町・下松町・畑町・作才町・別所町）
- 土生町1丁目（10月30日、土生町・作才町・上町）
- 作才町1丁目（10月30日、土生町・作才町）

2007年
- 畑町4丁目（7月2日、畑町・極楽寺町・流木町・行遇町・神須屋町・八田町）
- 極楽寺町1 - 2丁目（11月19日、畑町・極楽寺町・流木町・八田町）

2008年
- 尾生町6 - 7丁目（9月29日、尾生町・岡山町・三ケ山町）

2010年
- 土生町4丁目（2月15日、土生町）
- 尾生町5丁目（11月29日、尾生町・岡山町）

2011年
- 土生町8丁目（10月24日、土生町）

2012年
- 土生町9丁目（11月5日、土生町など）

2013年
- 土生町13丁目（11月5日、土生町・神須屋町）

2015年
- 上松町1丁目（12月7日、上松町など[1]）

2016年
- 岸の丘町3丁目（8月1日、稲葉町及び三ケ山町の一部[2]）
- 土生町3丁目（9月26日、土生町・作才町など）
- 下松町4丁目（12月5日）
- 上松町2 - 4丁目（12月5日）

2017年
- 土生町7丁目（12月11日、土生町など）

2018年
- 岸の丘町1丁目（2月15日、稲葉町など）
- 岸の丘町2丁目（3月8日、稲葉町など）
- 上松町5丁目（9月25日、上松町など）
- 尾生町2丁目（12月3日、尾生町・下松町・上松町・西ノ内町など）

2019年
- 土生町6丁目（10月21日、土生町など）

2020年
- 畑町2丁目（9月14日、畑町・土生町・極楽寺町・八田町など）
- 下松町5丁目（11月30日、下松町・額原町・植松町など）

2021年
- 土生町12丁目（11月8日、土生町・作才町など[3]）

2022年
- 下松町6丁目（12月5日、下松町・上松町・額原町の各一部[4]）

2023年
- 神須屋町1 - 3丁目（12月4日、神須屋町・極楽寺町・畑町・八田町・流木町・真上町の各一部[5]）

## 参考資料
- 角川日本地名大辞典 27 大阪府（1983年、角川書店）
- 岸和田市例規集
- 住居表示に関すること